# Gravitation (livre)
Pour les articles homonymes, voir gravitation (homonymie).
Gravitation est un ouvrage de référence en physique traitant de la relativité générale et de la loi de la gravitation qui en devient une conséquence.

## Description
Écrit par Charles W. Misner, Kip S. Thorne et John Wheeler, il a été publié pour la première fois en 1973 par la W. H. Freeman and Company. Surnommé MTW, selon les premières lettres du nom de famille des auteurs, ce livre d'environ 1 200 pages est régulièrement décrit comme étant la « Bible » de la relativité générale,,,.
En 2017, le livre est réédité chez Princeton University Press avec une nouvelle introduction et préface.